# Club Halcones de Mexicali
El Club Deportivo Halcones de Mexicali A.C. es un club deportivo de la ciudad de Mexicali, Baja California, México, el cual está dedicado a promover y difundir la práctica del Fútbol americano en niños y niñas de 5 a 15 años.
El Club Halcones fue el primer equipo mexicano aceptado en la Liga Pop Warner de fútbol americano, así como es el único equipo mexicano en representar a la región Wescon en el Pop Warner Super Bowl, logrando clasificar en cuatro ocasiones y obteniendo el campeonato de Div. II en diciembre de 2006 (categoría Midget).
Halcones participa en la Liga del Valle Imperial del Sur de California de los Estados Unidos y año tras año es el equipo a vencer en todas sus categorías, desde fútbol bandera 5 a 7, siguiendo las categorías Mitey Mite, Jr. Pewee, Pewee, Jr. Midget y Midget, y siendo los pioneros este año en las categorías banderitas en "rama femenina".

## Historia

### Inicio
En 1981 en la ciudad de Mexicali B.C., al momento de ver el superbowl XVI entre los 49ers de San Francisco contra Bengals de Cincinnati, el niño Roberto Molina pidió a su padre Roberto que hiciera un equipo de fútbol americano. El señor Molina pensó en juntar un grupo de niños amigos de su hijo. Al darse cuenta del sueño de estos niños por el juego, el Sr. Roberto Molina se dio a la tarea de enseñarles football americano.
Al enterarse el entrenador Molina de la existencia de la liga infantil Pop Warner en el valle imperial del sur de California, EUA, Molina y el Dr. Fernando Vaca Alarcón, con la ayuda del entrenador Bill Anderson fueron invitados a una junta donde tenían la esperanza de poder conseguir algunos juegos de exhibición ante los equipos americanos, sin embargo, al término de la junta los equipos de Estados Unidos les informaron que no les era posible realizar partidos de exhibición contra equipos que no fueran miembros de la Pop Warner. Sin embargo sí podían aceptarlos en la liga como equipo miembro. Se requirió de un gran esfuerzo y trabajo para realizar este sueño de tantos niños. Ese mismo año Roberto Molina fue elegido como el primer presidente del Club Halcones.

## Camino a Orlando
Inicia en 1998 cuando el equipo de la categoría Peewee de Halcones logró su pase a Orlando en reñidos encuentros logrando en honroso 4.º lugar nacional en la categoría II.

## Midget camino a Orlando
Después de lograr el subcampeonato nacional en el 2002, la categoría Midget no logró alcanzar el campeonato de liga durante 2003 y 2004, cayendo ante sus similares de Calexico Bulldogs y Mexicali Zorros. Sin embargo, en 2005 Halcones repuntó con fuerza, logrando el campeonato des Liga ante Mexicali Zorros y venciendo a los Knigts de San Marcos en la Final Regional, logrando clasificarse por segunda ocasión en 4 años al Pop Warner Superbowl, donde vencieron en la primera ronda a los Seahawks de Westheaven 22-20, y logrando el subcampeonato cuando cayeron ante los Steelers de Capital City.
En 2006, Halcones utilizó su experiencia para dominar la liga del Valle Imperial y clasificarse por tercera ocasión a Orlando, donde vencieron en un duro encuentro a los Oak Cliff 49ers de Texas por marcador de 6-0 en la primera ronda y logrando el tan anhelado campeonato venciendo a los Tigersharks de Pacífica 23-6 con destacadas actuaciones de Bruno Benítez, Emanuel Fernández, Jesús Aguilar, Erik Moreno, y Salvador Hirales entre otros, siendo el entrenador de ese equipo Mario "Mayito" Contreras.
Entrenadores legendarios de Halcones
- Roberto Molina Sumano (Jefe Halcón)
- Bill Anderson.
- Fernando Vaca Alarcón.+
- Juan Equis (entrenador Magnum) +
- Arturo Montaño,
- Enrique Márquez,
- Fco. Jiménez Vicencio.
- Prof. Escobedo.
- Harmanos Franco.
- Alejandro Vázquez Activo,
- "Pololo" Flores,
- Herman Roeniger Activo,
- Ernesto Roeniger "Activo",
- Fernando Fontes,
- Ricardo "Nepo" Santillán,
- Alejandro Rojas,
- Guillermo Maldonado,
- Charly García,
- Roberto Bernal.